# Мадонуча (Арецо)
Мадонуча је насеље у Италији у округу Арецо, региону Тоскана.
Према процени из 2011. у насељу је живело 147 становника. Насеље се налази на надморској висини од 436 м.